# Fifth Third Bank Stadium
El Fifth Third Bank Stadium, conocido como Kennesaw State University Stadium desde 2013, es un estadio de Kennesaw, Georgia, usado por los equipos de fútbol y lacrosse del Kennesaw State Owls de la Universidad Estatal de Kennesaw. Se inauguró el 2 de mayo de 2010.
Fue financiado por fondos públicos y privados por parte de la Universidad Estatal de Kennesaw y el club femenino Atlanta Beat de la extinta  Women's Professional Soccer. El estadio fue la casa de los Beat entre 2010 y 2011. El recinto volvió a ser la casa de un club de fútbol en 2019 cuando el Atlanta United 2 de la USL Championship se mudó al estadio. El Fifth Third Bank Stadium fue usado por el Atlanta United FC el 28 de febrero de 2019 para el encuentro contra el C.S. Herediano por la Liga de Campeones de la CONCACAF, fue victoria para el Atlanta por 4-0.

## Rugby
El estadio fue usado el 17 de junio de 2017 en la derrota por 21-17 de Estados Unidos ante Georgia.